# Lorraine Hunt-Lieberson
Pour les articles homonymes, voir Lorraine Hunt, Hunt et Lieberson.
Lorraine Hunt-Lieberson, née le 1er mars 1954 à San Francisco et morte le 3 juillet 2006 à Santa Fe au Nouveau-Mexique, est une mezzo-soprano américaine. Soliste de renommée internationale, elle avait un vaste répertoire allant du baroque à la musique contemporaine.

## Biographie
Avec un père professeur de musique et une mère contralto, Lorraine Hunt étudie le piano, le violon et l'alto avant de commencer à chanter dans un chœur universitaire, puis étudie le chant à Boston. 
À 26 ans, elle décide de se consacrer entièrement au chant. Sa carrière est vite lancée lorsque le metteur en scène Peter Sellars lui confie le rôle de Sesto dans une production de Giulio Cesare de Haendel. Elle poursuit sa carrière en concert et en studio d'enregistrement à travers le monde, notamment en France et au Japon. 
En 1993, elle tient le rôle-titre de l'opéra Médée de Marc-Antoine Charpentier, au Théâtre de Caen (première mondiale de la reprise depuis la création) puis du 15 au 30 juin à l'Opéra-Comique, à Paris, rôle qu'elle enregistre pour Erato avec la même équipe dirigée par William Christie.
En 1996, avec ce chef, elle incarne Phèdre dans Hippolyte et Aricie de Rameau sur la scène de l'Opéra de Paris, et Irene dans l'oratorio scénique de Haendel Theodora au festival de Glyndebourne.
Elle épouse en 1999 le compositeur américain Peter Lieberson.
La même année, au festival d'Aix-en-Provence, son Ottavia est acclamée dans Le Couronnement de Poppée de Monteverdi, mis en scène par Klaus Michael Grüber et dirigé par Marc Minkowski. La même année, elle participe à New York à la création de The Great Gatsby.
En 2000, elle se produit dans El Niño de John Adams, au Théâtre du Châtelet. 
En 2001, elle chante dans un spectacle mis en scène par Peter Sellars et donné à deux reprises seulement à la Cité de la musique, à Paris.
Elle meurt en 2006 à son domicile de Santa Fe après une longue lutte contre un cancer du sein.
Elle laisse de nombreux enregistrements, publiés notamment par Harmonia Mundi et Erato. Beaucoup de critiques la tiennent en haute estime, la considérant comme l'une des plus grandes tragédiennes et l'une des meilleures voix de sa génération, au niveau international.